# Spirobolus signifer
Spirobolus signifer är en mångfotingart som beskrevs av Karsch 1881. Spirobolus signifer ingår i släktet Spirobolus och familjen Spirobolidae. Inga underarter finns listade i Catalogue of Life.